# Vòng loại Giải vô địch bóng đá thế giới 2010 – Khu vực châu Âu (Bảng 2)
Bài viết sau đây là tóm tắt của các trận đấu trong khuôn khổ bảng 2, vòng loại giải vô địch bóng đá thế giới 2010 khu vực châu Âu. Bảng đấu gồm sự góp mặt các đội Hy Lạp, Israel, Thụy Sĩ, Moldova, Latvia và Luxembourg.
Kết thúc vòng đấu, đội đầu bảng Thụy Sĩ giành vé trực tiếp tới Nam Phi. Đội nhì bảng Hy Lạp đi đấu vòng play-off.
| VT | Đội        | ST | T | H | B | BT | BB | HS  | Đ  | Giành quyền tham dự                     |     | Thụy Sĩ | Hy Lạp | Latvia | Israel | Luxembourg | Moldova |
| -- | ---------- | -- | - | - | - | -- | -- | --- | -- | --------------------------------------- | --- | ------- | ------ | ------ | ------ | ---------- | ------- |
| 1  | Thụy Sĩ    | 10 | 6 | 3 | 1 | 18 | 8  | +10 | 21 | Giành quyền tham dự FIFA World Cup 2010 |     | —       | 2–0    | 2–1    | 0–0    | 1–2        | 2–0     |
| 2  | Hy Lạp     | 10 | 6 | 2 | 2 | 20 | 10 | +10 | 20 | Tiến vào vòng 2                         |     | 1–2     | —      | 5–2    | 2–1    | 2–1        | 3–0     |
| 3  | Latvia     | 10 | 5 | 2 | 3 | 18 | 15 | +3  | 17 |                                         |     | 2–2     | 0–2    | —      | 1–1    | 2–0        | 3–2     |
| 4  | Israel     | 10 | 4 | 4 | 2 | 20 | 10 | +10 | 16 |                                         | 2–2 | 1–1     | 0–1    | —      | 7–0    | 3–1        |         |
| 5  | Luxembourg | 10 | 1 | 2 | 7 | 4  | 25 | −21 | 5  |                                         | 0–3 | 0–3     | 0–4    | 1–3    | —      | 0–0        |         |
| 6  | Moldova    | 10 | 0 | 3 | 7 | 6  | 18 | −12 | 3  |                                         | 0–2 | 1–1     | 1–2    | 1–2    | 0–0    | —          |         |

## Kết quả
Lịch thi đấu được quyết định tại buổi họp giữa các đội được tổ chức tại Israel vào ngày mùng 8 tháng 1 năm 2008.. Tuy nhiên, do Latvia và Hy Lạp không thể đồng ý với nhau về lịch thi đấu, nên FIFA buộc phải tiến hành bốc thăm để phân lịch thi đấu. Lễ bốc thăm diễn ra tại Zagreb, Croatia, tại kỳ họp thứ XXXII của UEFA.
| Moldova     | 1–2      | Latvia                      |
| ----------- | -------- | --------------------------- |
| Alexeev 76' | Chi tiết | Karlsons 8' · Astafjevs 22' |

| Israel                     | 2–2      | Thụy Sĩ               |
| -------------------------- | -------- | --------------------- |
| Benayoun 73' · Sahar 90+2' | Chi tiết | Yakin 45' · Nkufo 56' |

| Luxembourg | 0–3      | Hy Lạp                                               |
| ---------- | -------- | ---------------------------------------------------- |
|            | Chi tiết | Torosidis 36' · Gekas 45+1' · Charisteas 76' (ph.đ.) |

| Moldova      | 1–2      | Israel                |
| ------------ | -------- | --------------------- |
| Picusceac 1' | Chi tiết | Golan 39' · Saban 45' |

| Latvia | 0–2      | Hy Lạp         |
| ------ | -------- | -------------- |
|        | Chi tiết | Gekas 10', 49' |

| Thụy Sĩ   | 1–2      | Luxembourg                   |
| --------- | -------- | ---------------------------- |
| Nkufo 43' | Chi tiết | Strasser 27' · A. Leweck 87' |

| Thụy Sĩ              | 2–1      | Latvia      |
| -------------------- | -------- | ----------- |
| Frei 63' · Nkufo 73' | Chi tiết | Ivanovs 71' |

| Luxembourg | 1–3      | Israel                                      |
| ---------- | -------- | ------------------------------------------- |
| Peters 14' | Chi tiết | Benayoun 2' (ph.đ.) · Golan 54' · Tuama 81' |

| Hy Lạp                                | 3–0      | Moldova |
| ------------------------------------- | -------- | ------- |
| Charisteas 31', 51' · Katsouranis 40' | Chi tiết |         |

| Latvia           | 1–1      | Israel       |
| ---------------- | -------- | ------------ |
| Koļesņičenko 89' | Chi tiết | Benayoun 50' |

| Luxembourg | 0–0      | Moldova |
| ---------- | -------- | ------- |
|            | Chi tiết |         |

| Hy Lạp         | 1–2      | Thụy Sĩ                      |
| -------------- | -------- | ---------------------------- |
| Charisteas 68' | Chi tiết | Frei 42' (ph.đ.) · Nkufo 77' |

| Luxembourg | 0–4      | Latvia                                                      |
| ---------- | -------- | ----------------------------------------------------------- |
|            | Chi tiết | Karlsons 25' · Cauņa 48' · Višņakovs 71' · Perepļotkins 86' |

| Moldova | 0–2      | Thụy Sĩ                    |
| ------- | -------- | -------------------------- |
|         | Chi tiết | Frei 32' · Fernandes 90+3' |

| Israel    | 1–1      | Hy Lạp    |
| --------- | -------- | --------- |
| Golan 55' | Chi tiết | Gekas 42' |

| Latvia                          | 2–0      | Luxembourg |
| ------------------------------- | -------- | ---------- |
| Žigajevs 44' · Verpakovskis 76' | Chi tiết |            |

| Hy Lạp                               | 2–1      | Israel    |
| ------------------------------------ | -------- | --------- |
| Salpigidis 32' · Samaras 67' (ph.đ.) | Chi tiết | Barda 60' |

| Thụy Sĩ              | 2–0      | Moldova |
| -------------------- | -------- | ------- |
| Nkufo 20' · Frei 52' | Chi tiết |         |

| Moldova | 0–0      | Luxembourg |
| ------- | -------- | ---------- |
|         | Chi tiết |            |

| Israel | 0–1      | Latvia     |
| ------ | -------- | ---------- |
|        | Chi tiết | Gorkšs 59' |

| Thụy Sĩ                      | 2–0      | Hy Lạp |
| ---------------------------- | -------- | ------ |
| Grichting 84' · Padalino 87' | Chi tiết |        |

| Israel                                                          | 7–0      | Luxembourg |
| --------------------------------------------------------------- | -------- | ---------- |
| Barda 9', 21', 43' · Baruchyan 15' · Golan 58' · Sahar 62', 84' | Chi tiết |            |

| Latvia                    | 2–2      | Thụy Sĩ                 |
| ------------------------- | -------- | ----------------------- |
| Cauņa 62' · Astafjevs 75' | Chi tiết | Frei 43' · Derdiyok 80' |

| Moldova      | 1–1      | Hy Lạp    |
| ------------ | -------- | --------- |
| Andronic 90' | Chi tiết | Gekas 33' |

| Luxembourg | 0–3      | Thụy Sĩ                      |
| ---------- | -------- | ---------------------------- |
|            | Chi tiết | Senderos 6', 8' · Huggel 22' |

| Israel                         | 3–1      | Moldova        |
| ------------------------------ | -------- | -------------- |
| Barda 22', 70' · Ben Dayan 65' | Chi tiết | Calincov 90+2' |

| Hy Lạp                                          | 5–2      | Latvia                |
| ----------------------------------------------- | -------- | --------------------- |
| Gekas 4', 47' (ph.đ.), 57', 90+1' · Samaras 73' | Chi tiết | Verpakovskis 12', 40' |

| Hy Lạp                    | 2–1      | Luxembourg              |
| ------------------------- | -------- | ----------------------- |
| Torosidis 30' · Gekas 33' | Chi tiết | Papadopoulos 90' (l.n.) |

| Latvia                       | 3–2      | Moldova                       |
| ---------------------------- | -------- | ----------------------------- |
| Rubins 32', 44' · Grebis 76' | Chi tiết | Ovseannicov 25' · Sofroni 90' |

| Thụy Sĩ | 0–0      | Israel |
| ------- | -------- | ------ |
|         | Chi tiết |        |

## Cầu thủ ghi bàn
| Vị trí | Cầu thủ            | Đội tuyển | Số bàn |
| ------ | ------------------ | --------- | ------ |
| 1      | Theofanis Gekas    | Hy Lạp    | 10     |
| 2      | Elyaniv Barda      | Israel    | 6      |
| 3      | Alexander Frei     | Thụy Sĩ   | 5      |
| 3      | Blaise Nkufo       | Thụy Sĩ   | 5      |
| 5      | Angelos Charisteas | Hy Lạp    | 4      |
| 5      | Omer Golan         | Israel    | 4      |
| 7      | Yossi Benayoun     | Israel    | 3      |
| 7      | Ben Sahar          | Israel    | 3      |
| 7      | Māris Verpakovskis | Latvia    | 3      |
| 10     | Georgios Samaras   | Hy Lạp    | 2      |
| 10     | Vasilis Torosidis  | Hy Lạp    | 2      |
| 10     | Vitālijs Astafjevs | Latvia    | 2      |
| 10     | Aleksandrs Cauņa   | Latvia    | 2      |
| 10     | Ģirts Karlsons     | Latvia    | 2      |
| 10     | Andrejs Rubins     | Latvia    | 2      |
| 10     | Philippe Senderos  | Thụy Sĩ   | 2      |

1 bàn
| Hy Lạp - Kostas Katsouranis - Dimitris Salpigidis Israel - Aviram Baruchyan - David Ben Dayan - Klemi Saban - Salim Tuama | Latvia - Kaspars Gorkšs - Kristaps Grebis - Deniss Ivanovs - Vladimirs Koļesņičenko - Andrejs Perepļotkins - Aleksejs Višņakovs - Jurijs Žigajevs | Luxembourg - Fons Leweck - René Peters - Jeff Strasser Moldova - Serghei Alexeev - Valeriu Andronic - Denis Calincov - Gheorghe Ovseannicov - Igor Picusceac - Veaceslav Sofroni | Thụy Sĩ - Eren Derdiyok - Gelson Fernandes - Stéphane Grichting - Benjamin Huggel - Marco Padalino - Hakan Yakin Phản lưới nhà - Avraam Papadopoulos (trong trận gặp Luxembourg) |

## Lượng khán giả
| Đội tuyển  | Cao nhất | Thấp nhất | Trung bình |
| ---------- | -------- | --------- | ---------- |
| Hy Lạp     | 28.810   | 13.684    | 19.640     |
| Israel     | 38.000   | 7.038     | 20.668     |
| Latvia     | 8.600    | 3.600     | 6.960      |
| Luxembourg | 8.031    | 2.157     | 4.172      |
| Moldova    | 10.500   | 4.300     | 8.598      |
| Thụy Sĩ    | 38.500   | 18.026    | 27.125     |